# Il ricatto (romanzo Anne Holt)
Il ricatto (Død joker) è un romanzo della scrittrice norvegese Anne Holt, il quinto ad avere come protagonista Hanne Wilhelmsen, Ispettore-Capo della polizia di Oslo. È stato pubblicato nel 1999.

## Storia editoriale
Il libro è stato tradotto in svedese, finlandese, olandese, tedesco, coreano, polacco, spagnolo, danese, inglese, oltre che in italiano.

## Trama
La narrazione è collocata tra i mesi di marzo e giugno del 1999. Sul fronte criminale Hanne, Billy T e molti altri investigatori sono impegnati da due casi di omicidio avvenuti tramite la decapitazione delle vittime, in precedenza tramortite. Il primo riguarda Doris Flo, moglie del  procuratore Sigurd Halvorsrud che, presente all'assassinio, afferma di essere innocente; il colpevole, secondo Sigurd, è un uomo che risulta morto suicida: Ståle Salvesen. Le piste, corruzione e pedofilia, sembrano promettenti; inoltre, dopo il secondo delitto, si può stabilire un nesso che va oltre le apparenze: la vittima è un giornalista pedofilo, Evald Bromo, che con Halvorsrud aveva in passato fatto fallire l'attività di Salvesen, riducendolo sul lastrico e rovinandone per sempre l'immagine.
Karen Borg, moglie di Håkon Sand, è l'avvocato difensore di Halvorsrud, detenuto a lungo e per propria volontà. Ma Hanne, molto presa da problemi con la sua compagna Cecilie, e Billy T., in attesa di una bimba da Tone-Marit (che vuole sposare), sentono eccessivamente il peso del lavoro, dove ogni persona è contemporaneamente amica nella vita e avversaria nella professione. Un giovane conosciuto da Hanne, Eivind Torsvik, riesce a fornire alcune chiavi della vicenda: Ervin (a lungo violentato nell'infanzia e uccisore dell'aguzzino, il padre adottivo) indaga sulla rete dei pedofili, in modo non esattamente ortodosso, ma quando esce allo scoperto, la polizia riceve tutto il materiale di cui necessita per incriminare i colpevoli. Questa volta si trovano le prove che un funzionario di polizia ha coperto per molti anni Evald Bromo, che ha poi soppresso perché divenuto un ricattatore troppo ingombrante. Quanto al caso di Doris, si appura che davvero Salvesen l'aveva uccisa sotto gli occhi del marito, ma aveva simulato un suicidio per agire, quindi si era tolto la vita.
Nel romanzo le vicende private dei protagonisti hanno svolte impreviste e definitive. Cecilie è affetta da un cancro all'intestino e tiene all'oscuro fino all'ultimo l'amatissima Hanne; Billy T. si ritrova con una bimba bellissima ma che piange troppo (con i primi suoi quattro figli non aveva dovuto affrontare una situazione tanto sfibrante per il lavoro, in quanto non conviveva con le madri dei piccoli). Il sostegno che Hanne e Billy T. cercano di darsi non è efficace e sono di più concreto aiuto Tone-Marit, Karen e Håkon. Un necessario allontanamento dal lavoro, con la chiusura delle indagini, consente ad Hanne di trascorrere con Cecilie le settimane che le restano e di giungere alla sua scomparsa, la mattina del 10 giugno, con un forte, ma accettato dolore.

## Edizioni in italiano
- Anne Holt, Il ricatto, traduzione di Maria Teresa Cattaneo, Einaudi, Torino 2012